# Nanchang Q-5
Die Nanchang Q-5 bzw. A-5 (NATO-Codename: „Fantan“) ist ein in China gebauter einsitziger leichter Jagdbomber in Mitteldeckerauslegung.

## Beschreibung
Der Jagdbomber entstand 1958 als Nachfolger der in China als Shenyang J-6 gebauten Lizenzversion der sowjetischen Mikojan-Gurewitsch MiG-19. Die komplett überarbeitete J-6 wirkt auf den ersten Blick wie eine Neukonstruktion. Der zentrale Lufteinlauf der J-6 wurde vor die Flügelwurzeln beidseits des Cockpits verschoben, was der Maschine die zumindest theoretische Option gab, ein Bordradar zu installieren.
Das Projekt wurde 1961 vorerst gestoppt und 1963 wieder gestartet, so dass der erste Prototyp seinen Erstflug am 4. Juni 1965 in Nanchang starten konnte. Bis 1992 wurde die Maschine hergestellt und befindet sich noch heute im Einsatz, so nahmen 2017 chinesische Maschinen an einer Übung teil. Die Flugrevue zählte für China zu Beginn 2019 noch 148 Flugzeuge des Typs und nannte auch Ägypten als Betreiber. Exportiert wurde die Q-5 (die Exportversion heißt A-5) in verschiedene Länder. Die Exportversion für Pakistan und Bangladesch (A-5C) erhielt ein moderneres Avioniksystem und Mk-10A-Schleudersitze von Martin-Baker.

## Versionen
- Q-5A – Kernwaffenträger

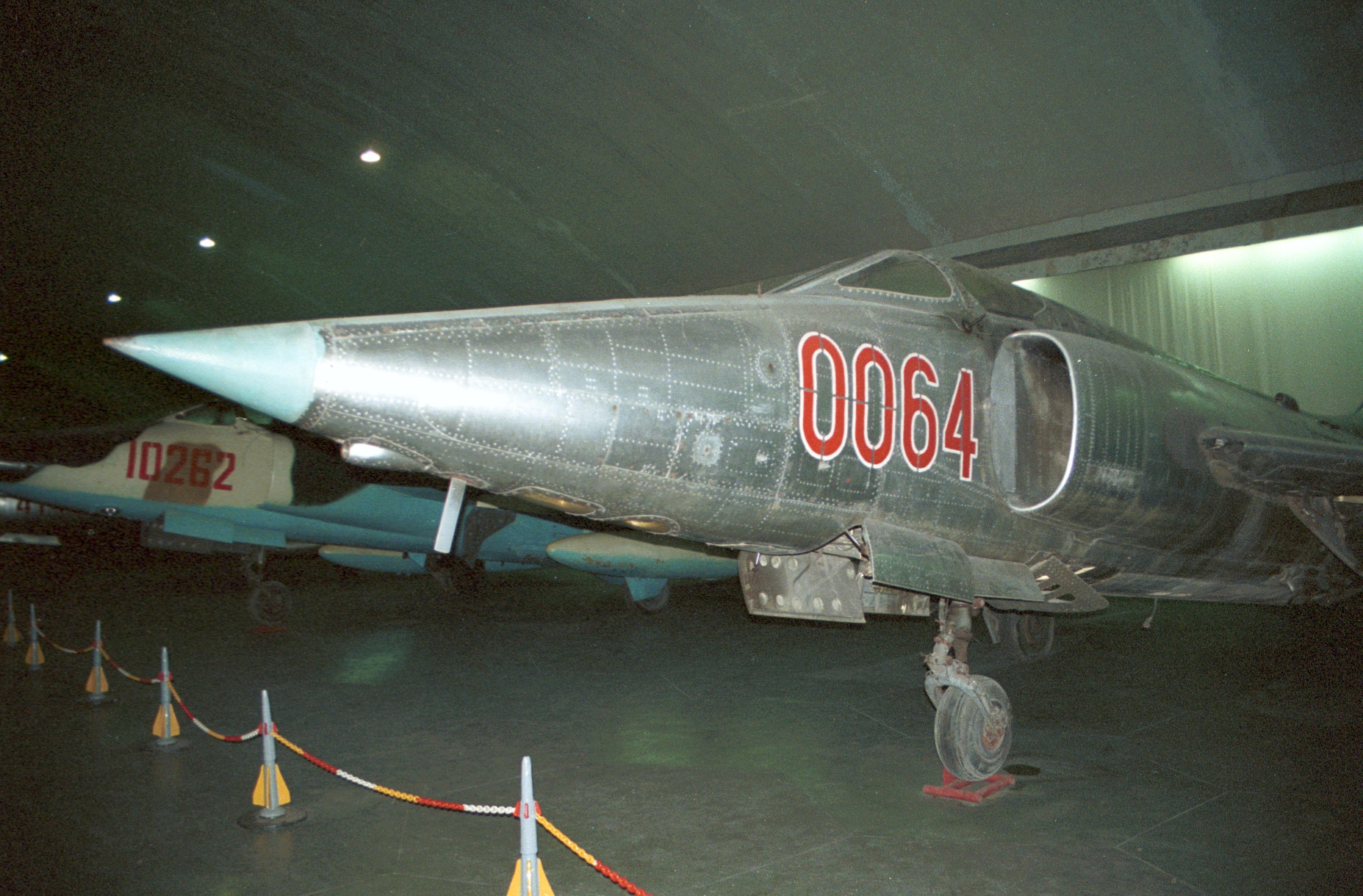
NAMC Q-5 im Chinesischen Luftfahrtmuseum

- Q-5I – Version mit vergrößerter Reichweite
- Q-5IA – verbesserte Version der Q-5I mit erhöhter Kampfkraft
- Q-5II – Version der Q-5IA mit Radarwarnempfänger
- Q-5III (A-5C) – Exportversion auf Basis der Q-5I
- A-5K Kong Yun – parallel zur A-5M laufendes Modernisierungsprogramm der Q-5III (A-5C)
- A-5M – parallel zur A-5K Kong Yun laufenden Modernisierungsprogramm der Q-5III (A-5C)
- Q-5B – Torpedoträger für die chinesischen Marineflieger PLANAF, nur Prototyp
- Q-5D – Allwetterversion
- Q-5E – modernisierte Q-5II
- Q-5F – modernisierte Q-5II
- Q-5G – Q-5E mit erhöhter Reichweite
- Q-5J – zweisitziger Trainer
- Q-5L – modernisierte Q-5III
- Q-5N – modernisierte Q-5D

## Einsatz

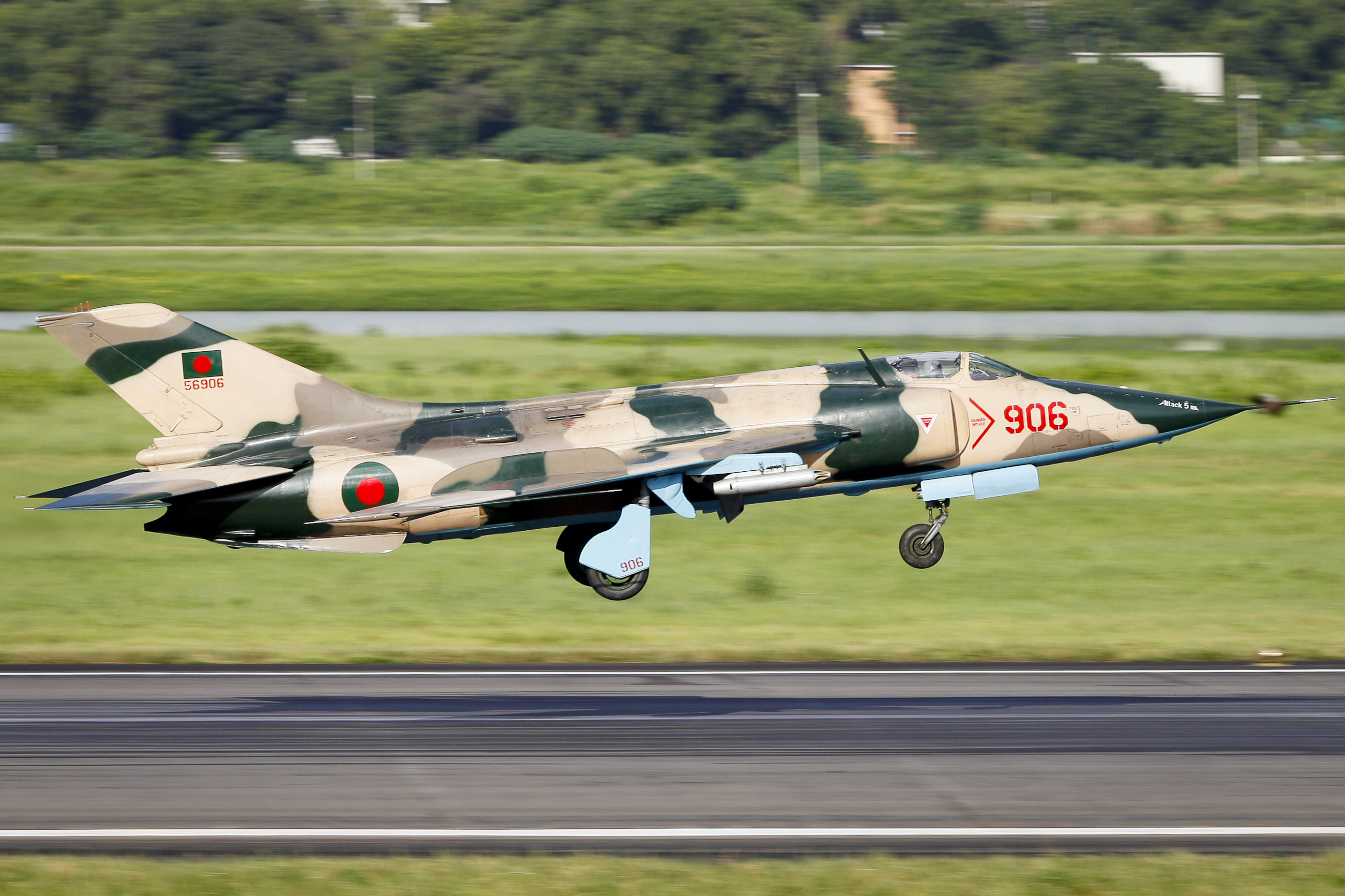
Exportversion A-5 der Luftstreitkräfte Bangladeschs im Landeanflug

Die Q-5 wurde bis 2017 sowohl bei der chinesischen Luftwaffe PLAAF als auch bei den chinesischen Marinefliegern PLANAF eingesetzt. Mit der Bezeichnung A-5 (Attack-5) wurde die Nanchang Q-5 auch exportiert. Abnehmer dafür waren:
- Bangladesch (40–50 A-5C, noch im Dienst)
- Myanmar (48 im Dienst)
- Nordkorea (40 im Dienst)
- Pakistan (ursprünglich 55, eingesetzt von 1983 bis 2011[4])
- Sudan (15–20, geliefert 2003)

Insgesamt wurden bis 2012 etwa 1000 Maschinen hergestellt.

## Technische Daten
| Kenngröße                | Q-5III / Q-5D |
| ------------------------ | --- |
| Besatzung                | 1 |
| Länge                    | 16,74 m (Q-5III), 15,65 m (Q-5D)                                                                                  |
| Spannweite               | 9,68 m |
| Höhe                     | 4,33 m |
| Flügelfläche             | 27,95 m² |
| Flügelstreckung          | 3,35 |

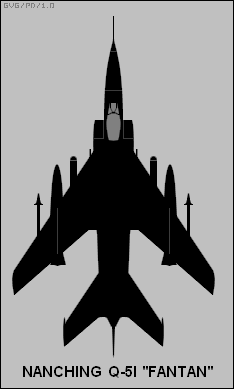
Schattenriss

| Tragflächenbelastung     | - minimal (Leermasse): 228 kg/m² - nominal (normale Startmasse): 339 kg/m² - maximal (max. Startmasse): 423 kg/m² |
| Leermasse                | 6.375 kg |
| normale Startmasse       | 9.486 kg |
| max. Startmasse          | 11.830 kg |
| Höchstgeschwindigkeit    | - 1190 km/h (auf 10.975 m Flughöhe) - 1210 km/h (auf Meereshöhe)                                                  |
| Dienstgipfelhöhe:        | 15.450 m (Q-5III) ca. 16.500 m (Q-5D)                                                                             |
| max. Steigrate           | 103 m/s |
| Einsatzradius            | - hi-lo-hi-Profil: 600 km - lo-lo-lo-Profil: 400 km                                                               |
| Reichweite               | ca. 2000 km (mit Zusatztanks)                                                                                     |
| Triebwerke               | 2 × Wopen WP-6-Strahltriebwerke                                                                                   |
| Schubkraft               | - mit Nachbrenner: 2 × 36,78 kN - ohne Nachbrenner: 2 × 29,42 kN                                                  |
| Schub-Gewicht-Verhältnis | - maximal (Leermasse): 1,18 - nominal (normale Startmasse): 0,79 - minimal (max. Startmasse): 0,63                |

## Bewaffnung
Festinstallierte Bewaffnung im Bug
- 2 × Norinco Typ 23-2K, 23-mm-Maschinenkanone mit je 100 Schuss Munition

Waffenzuladung von 2000 kg an 10 Außenlaststationen (vier Rumpf + sechs Flügelstationen)
- 2 × PL-2 – Kurzstrecken-Luft-Luft-Raketen
- 2 × PL-5 – Kurzstrecken-Luft-Luft-Raketen
- 2 × PL-7 – Kurzstrecken-Luft-Luft-Raketen

Ungelenkte Luft-Boden-Raketen
- 4 × Raketen-Startbehälter (je 4 ungelenkte Luft-Boden-Raketen Kaliber 130 mm)
- 6 × Raketen-Startbehälter (je 16 ungelenkte Luft-Boden-Raketen Kaliber 90 mm)
- 6 × Raketen-Startbehälter (je 8 ungelenkte Luft-Boden-Raketen Kaliber 57 mm)
- 4 × HF-16B-Raketen-Rohrstartbehälter (je 12 Luft-Boden-Raketen Kaliber 57 mm)

Freifallende Bomben
- 4 × 500-kg-Freifallbombe
- 8 × 150-kg-Freifallbombe
- 8 × 100-kg-Freifallbombe
- 8 × 50-kg-Freifallbombe
- 4 × BL755-Streubombe
- 4 × Matra Durandal, Anti-Pisten-Bombe